# Rooky
Rooky（ルーキー）は、1998年から2001年まで活動していた日本の女性アイドルグループ。

## 概要
5人組のアイドルグループでタカラのロングセラー商品・リカちゃんの発売30周年のイメージキャラクターとして結成され、ローラーブレードを履いてのダンス・パフォーマンスを売りにしていた。
メンバーは、ミキ、ユリア、メグ、マミ、アミの5人で構成されている。ミキは渡辺美奈代や加藤紀子などを送り込んだジャパン・アーチスト音楽学院出身で、マミとアミは双子の姉妹である。
1998年10月、1stシングル『ねっ』でデビュー。作曲は『ビーストウォーズII』や『電脳冒険記ウェブダイバー』などの主題歌を手がけた平間あきひこが担当。テレビ東京系列アニメ「スーパードール★リカちゃん」の主題歌に選ばれる。この曲は17年後の2015年に発売された「なかよし創刊60周年記念アルバムTwinkle Songs」に収録された。
同年10月、帝国ホテルで行われた「スーパードール★リカちゃん番組制作発表」でデビュー曲「ねっ」を披露した。
1999年1月、2ndシングル『わぁお!』を発売。池袋サンシャインシティで「2ndシングル発売記念イベント」を開催。
1999年5月、3rdシングル『LOVEウォーズ大作戦』を発売。
1999年10月31日、上野公園野外ステージにて「デビュー1周年記念ライブ」を行った。シングル4曲に加え「Rookyのテーマ」、「夢のバカンス」、「ちゃんと答えて！」といったカップリング曲も披露された。
1999年11月、4thシングル『夢のチカラ』を発売。テレビ東京系列アニメ「ごぞんじ!月光仮面くん」のエンディングテーマに起用された。
1999年12月4日、代々木公園野外ステージにて「Rooky Winter-LIVE!」を開催。
計4枚のシングルを発表。
スーパードール★リカちゃん終了後、活動休止状態となり2001年5月をもってグループは解散した。

## エピソード
- 活動当時、インラインスケートでのパフォーマンスを売りにしていた事からかつての光GENJIやレッドドルフィンズを髣髴させるアイドルグループだという意見もよく出ていた。また同じくローラースケートを履いて歌って踊るアイドルグループとしては2009年に南明奈のスーパーマイルドセブン、2016年にはSpindleがデビューしている。

## メンバー
- MIKI(ミキ、1979年8月15日)  身長153cm。B型　大阪府出身。
- YURIA(ユリア、1985年9月5日) 身長156cm。A型　静岡県出身。
- MEGU(メグ、1983年9月26日) 身長156cm。A型　東京都出身。
- MAMI(マミ、1980年10月12日) 身長152cm。A型　長野県出身。
- AMI(アミ、1980年10月12日) 身長152cm。A型　長野県出身。

## ディスコグラフィ

### シングル
- ねっ(1998/10/31)
- わぁお！(1999/1/30)
- LOVEウォーズ大作戦(1999/5/1)
- 夢のチカラ(1999/11/20)

## 出演
- AXEL(テレビ朝日)※アイドル特集に出演。
- ツェッペリン(UHB)※ゲスト出演
- ミュージック・ジャンプ (NHK BS2)
- アニメシアターX(ディレクTV)
- アニメパラダイス(スカパー!)

## イベント
- タカラ主催 アニメ「スーパードール★リカちゃん」番組制作発表会(東京・帝国ホテル)※1998年9月28日
- 「ゲーム・ショウ・タカラブース」(幕張メッセ)※1998年10月10日
- 「池袋サンシャインシティ」※1998年12月26日
- 「ビーストウォーズ＆リカちゃんワールド」CD即売＆握手会(池袋サンシャインシティ)※1999年1月9日
- 「西武園ゆうえんち」※1999年4月29日
- 「Rooky Winter-LIVE! in YOYOGI」(東京・代々木公園)※1999年12月4日